# Ernst Severin
Ernst Wilhelm August Severin (* 24. Juli 1818 Saabor; † vor 5. Dezember 1903 in Glogau) war Landgerichtspräsident in Glogau.

## Leben
Ernst war ein Sohn des preußischen Wirklichen Geheimen Oberbaurats August Severin (1780–1861) und der Ernestine Beate Tschirner. Sein Bruder Ludwig Severin (1813–1863) war Kreisgerichtsrat und Dirigent der Kreisgerichtsdeputation in Swinemünde.
Er studierte von 1837 bis 1840 Jura in Berlin und Bonn. Seine Laufbahn begann als Rechtskandidat in Berlin. 1840 war er Kammergerichtsauscultator, dann Kammergerichtsreferendar, 1846 Kammergerichtsassessor, schließlich 1850 Obergerichtsassessor. Er verließ dann Berlin und wurde 1851 Kammergerichtsassessor und Kreisrichter in Liegnitz. Bis 1863 war er ebd. Kreisgerichtsrat und wurde dann zum Direktor des Kreisgerichts in Guhrau ernannt. Im Jahre 1869 erhielt er den Roten Adlerorden IV. Klasse. Von 1870 bis 1874 war er Kreisgerichtsdirektor in Bunzlau. 1873 war er Kandidat Nationalliberalen in Bunzlau bei der Wahl zum preußischen Abgeordnetenhaus. 1874 erfolgte seine Versetzung an das Kreisgericht in Glogau, wo er bis mindestens 1888 Landgerichtspräsident war.
Aus seiner 1851 in Magdeburg geschlossenen Ehe mit Clara Landmann (1827–1912) gingen drei Kinder hervor. Der General Günther von Niebelschütz (1882–1945) war sein Enkel.